# John Mills (Autor)
John Mills (* 1717 in England; † zwischen 1786 und 1796) war ein Verfasser von landwirtschaftlichen Lehrbüchern. Darüber hinaus war er neben Gottfried Sellius und André Le Breton einer der drei Initiatoren des Enzyklopädieprojektes, das später unter der Leitung von Diderot zur Encyclopédie wurde.

## Biografie
John Mills lebte vermutlich als junger Mann bereits für einige Zeit in Frankreich. 1741 befand er sich wieder in London und plante zwischenzeitlich nach Jamaika zu reisen. Stattdessen lebte er in den darauf folgenden Jahren mit seiner französischen Frau in Paris, die ihm 1742 und 1743 je ein Kind gebar.
1745 schlossen sich John Mills, Gottfried Sellius und André-François Le Breton zusammen, um die 1728 erschienene zweibändige Cyclopaedia von Ephraim Chambers ins Französische zu übersetzen. Hierbei sollten Mills und Sellius als Übersetzer fungieren, während Le Breton als Verleger die damals benötigte Publikationserlaubnis, das sogenannte Privileg, beantragte. Etwas später entschloss man sich darüber hinaus, die Übersetzung mit zusätzlichen Inhalten zu erweitern und zu einer fünfbändigen Ausgabe auszubauen. Das Privileg wurde schließlich im April 1745 amtlich registriert.
Le Breton war jedoch bald unzufrieden mit dem mangelnden Fortschritt der Übersetzungen und warf Mills vor, das Französische nicht gut genug zu beherrschen und sich nicht an vereinbarte Termine zu halten. Es kam zu einem offenen Streit zwischen den beiden, der am 7. August zu einer handgreiflichen Auseinandersetzung im Hause von Mills eskalierte. Anschließend verklagte Mills Le Breton wegen Körperverletzung und tätlichem Angriff. Le Breton wurde jedoch freigesprochen und Mills verließ Paris wohl bald darauf in Richtung England. Die Leitung des Enzyklopädieprojektes als Herausgeber übertrug Le Breton dann zunächst dem Geistlichen und Mathematiker Jean Paul de Gua de Malves und nach dessen Ausscheiden Diderot.
In London machte sich Mills dann in den 1760er Jahren einen Namen als Autor landwirtschaftlicher Fachliteratur. Sein bekanntestes Werk war das fünfbändige A New and Complete System of Practical Husbandry (dt. Vollständiger Lehrbegriff von der praktischen Feldwirtschaft), das kurz nach seinem Erscheinen auch ins Deutsche übersetzt wurde. Es gilt als erstes landwirtschaftliches Referenzwerk, das alle Bereiche der Landwirtschaft abdeckt und auch als das Erste, welches den Anbau der Kartoffel beschreibt. 1766 wurde er in die Royal Society gewählt, zu den Sponsoren für seine Aufnahme gehörten Benjamin Franklin und Thomas Birch. Mills war zudem auch Mitglied in der Mannheimer Akademie der Wissenschaften und der königlichen Akademie für Landwirtschaft von Paris und Rouen.

## Werke

### Übersetzer
- Jean-Baptiste Louis Crévier: The History of the Roman Emperors, from Augustus to Constantine, by Mr. Crevier, professor of rhetoric in the college of Beauvais.,  1755 (Online-Kopie)
- Duhamel du Monceau: A Practical Treatise of Husbandry. J. Whiston and B. White, London 1759.

### Autor
- Of Commerce and Luxury
- An Essay on the Management of Bees. London 1766
- An Essay on the Weather. London 1770
Versuch von dem Wetter. Engelhart Benjamin Schwickert 1772
- A New and Complete System of Practical Husbandry. London 1762–1765 (5 Bände)
Vollständiger Lehrbegriff von der praktischen Feldwirtschaft. Trattner 1764–1769 (Online-Kopie: Band 1, Band 2, Band3, Band 4, Band 5)
- A Treatise on Cattle. 1776 (Online-Kopie (Google))